# Ağbaşlar
Ağbaşlar è un comune dell'Azerbaigian situato nel distretto di Tovuz. Conta una popolazione di 951 abitanti.